# Lijst van koningen van Navarra
Dit is een lijst van koningen van het koninkrijk Navarra.
| Naam                                                                       | Periode                 | Opmerkingen                                                                                           |
| Huis Íñiguez (824-905)                                                     | Huis Íñiguez (824-905)  | Huis Íñiguez (824-905)                                                                                |
| -------------------------------------------------------------------------- | ----------------------- | --- |
| Ínigo Íñiguez Arista                                                       | 824 - 851               | |
| García Íñiguez                                                             | 851 - 870               | |
| Fortún Garcés                                                              | 870 - 905               | |
|                                                                            | 870 - 880               | koning-regent: García Jiménez                                                                         |
| Huis Jiménez (905-1234)                                                    |                         | |
| Sancho I Garcés                                                            | 905 - 926               | |
| Jimeno Garcés                                                              | 926 - 931               | |
| García I Sánchez                                                           | 931 - 970               | ook graaf van Aragón (door huwelijk met Andregoto van Aragón)                                         |
| Sancho II Garcés                                                           | 970 - 994               | |
| García II                                                                  | 994 - 1000              | |
| Sancho III de Grote                                                        | 1000 - 1035             | ook koning van Aragón                                                                                 |
| García III Sánchez                                                         | 1035 - 1054             | |
| Sancho IV van Peñalen                                                      | 1054 - 1076             | |
| Sancho V Ramírez                                                           | 1076 - 1094             | ook koning van Aragón (Sancho I, 1063-1094)                                                           |
| Peter I                                                                    | 1094 - 1104             | ook koning van Aragón                                                                                 |
| Alfons I                                                                   | 1104 - 1134             | ook koning van Aragón                                                                                 |
| García IV Ramírez, de Restaurateur                                         | 1134 - 1150             | |
| Sancho VI de Wijze                                                         | 1150 - 1194             | |
| Sancho VII de Sterke                                                       | 1194 - 1234             | |
| Huis Champagne (1234-1305)                                                 |                         | |
| Theobald I de Troubador                                                    | 1234 - 1253             | ook graaf van Champagne (Theobald IV)                                                                 |
| Theobald II                                                                | 1253 - 1270             | ook graaf van Champagne (Theobald V)                                                                  |
| Hendrik I de Vette                                                         | 1270 - 1274             | ook graaf van Champagne (Hendrik III)                                                                 |
| Johanna I + Filips I de Schone                                             | 1274 - 1305 1284 - 1305 | Filips I = Filips IV, koning van Frankrijk, graaf van Champagne                                       |
| Huis Capet (1305-1349)                                                     |                         | |
| Lodewijk I                                                                 | 1305 - 1316             | = Lodewijk X, koning van Frankrijk (1314-1316), graaf van Champagne                                   |
| Johan I                                                                    | 1316                    | = Jan I, koning van Frankrijk, graaf van Champagne                                                    |
| Filips II                                                                  | 1316 - 1322             | = Filips V, koning van Frankrijk, graaf van Bourgonié                                                 |
| Karel I de Schone                                                          | 1322 - 1328             | = Karel IV, koning van Frankrijk                                                                      |
| Johanna II + Filips III                                                    | 1328 - 1349             | Filips III = Filips, graaf van Évreux                                                                 |
| Huis Évreux (1349-1441)                                                    |                         | |
| Karel II de Slechte                                                        | 1349 - 1387             | ook graaf van Évreux                                                                                  |
| Karel III                                                                  | 1387 - 1425             | ook graaf van Évreux (1387-1404), hertog van Nemours (1404-1425)                                      |
| Blanca I + Johan II                                                        | 1425 - 1441             | ook koningin van Sicilië (1402-1420), gravin van Évreux is koning Johan II van Aragón                 |
| Huis Trastámara (1441-1479)                                                |                         | |
| Johan II                                                                   | 1441 - 1479             | ook koning van Aragón (1458-1479)                                                                     |
| Karel (IV) van Viana                                                       | 1441 - 1461             | rechtmatige opvolger van zijn moeder; echter zijn vader liet hem niet regeren.                        |
| Eleonora I                                                                 | 1479                    | |
| Huis Foix (1479-1517)                                                      |                         | |
| Frans I                                                                    | 1479 - 1483             | |
| Catharina + Johan III (Jan van Albret)                                     | 1483 - 1517             | 1512: Zuid-Navarra ingelijfd bij Spanje, nadat Johan III werd verslagen door Ferdinand II van Aragon. |
| Huis Albret (1517-1572)                                                    |                         | |
| Hendrik II                                                                 | 1517 - 1555             | |
| Johanna III + Anton van Bourbon                                            | 1555 - 1572             | |
| Huis Bourbon (1572-1620) 1620: Navarra gaat op in het koninkrijk Frankrijk |                         | |
| Hendrik III                                                                | 1572 - 1610             | = Hendrik IV, koning van Frankrijk (1589-1610)                                                        |
| Lodewijk II                                                                | 1610 - 1620             | = Lodewijk XIII, koning van Frankrijk (1610-1643)                                                     |

Lodewijk II verenigt in 1620 beide koninkrijken, hetgeen op een annexatie van Navarra door Frankrijk neerkomt. De koningen van Frankrijk voeren de titel koning van Navarra echter nog tot 1791 en opnieuw van 1814 tot 1830.